# Coupe des clubs champions africains 1993
Navigation
Édition précédente Édition suivante
La Coupe des clubs champions africains 1993 est la 29e édition de la Coupe des clubs champions africains. Le club vainqueur de la compétition est désigné champion d'Afrique des clubs 1993.

## Tour préliminaire
| Équipe 1                         | Résultat | Équipe 2                     | Aller | Retour |
| -------------------------------- | -------- | ---------------------------- | ----- | ------ |
| CD Costa do Sol                  | 2 - 1    | Ramblers FC                  | 2 - 1 | 0 - 0  |
| Akonangui FC                     | 1 - 4    | TP USCA Bangui               | 1 - 2 | 0 - 2  |
| Djoliba AC                       | 2 - 1    | ACS Sonader Ksar             | 1 - 0 | 1 - 1  |
| ASEC Ndiambour                   | 3 - 2    | CS Mindelense                | 1 - 1 | 2 - 1  |
| Sahel SC                         | 4 - 0    | Elect-Sport FC               | 2 - 0 | 2 - 0  |
| Saint-George SA                  | 1 - 2    | Malindi SC                   | 1 - 1 | 0 - 1  |
| Lobatse CS Gunners               | 0 - 7    | Kaizer Chiefs FC             | 0 - 1 | 0 - 6  |
| Matlama FC                       | 3 - 4    | Sunrise Flacq United         | 2 - 1 | 1 - 3  |
| Mbabane Highlanders              | 0 - 3    | AS Sotema                    | 0 - 1 | 0 - 2  |
| SC Kiyovu Sport                  | -        | Bata Bullets forfait         | -     | -      |
| LPRC Oilers                      | -        | EF Lomé forfait              | -     | -      |
| Primeiro de Agosto               | -        | Buffles du Borgou FC forfait | -     | -      |
| forfait Sporting Clube de Bissau | -        | EF Ouagadougou               | -     | -      |

## Premier tour
| Équipe 1             | Résultat | Équipe 2              | Aller | Retour |
| -------------------- | -------- | --------------------- | ----- | ------ |
| AS Sotema            | -        | Black Aces FC forfait | -     | -      |
| AFC Leopards         | 1 - 2    | Nkana FC              | 1 - 1 | 0 - 1  |
| AS Sogara            | 2 - 0    | Étoile du Congo       | 2 - 0 | 0 - 0  |
| CD Costa do Sol      | -        | US Bilombe forfait    | -     | -      |
| Djoliba AC           | 1 - 3    | ASEC Mimosas          | 1 - 1 | 0 - 2  |
| EF Ouagadougou       | 1 - 2    | MC Oran               | 1 - 0 | 0 - 2  |
| KAC Marrakech        | 5 - 1    | Horoya AC             | 5 - 0 | 0 - 1  |
| SC Kiyovu Sport      | 3 - 9    | Kaizer Chiefs FC      | 2 - 5 | 1 - 4  |
| forfait LPRC Oilers  | -        | Club africain         | -     | -      |
| Malindi SC           | 0 - 5    | Zamalek SC            | 0 - 1 | 0 - 4  |
| Villa SC             | E2 - 2   | Vital’O FC            | 1 - 0 | 1 - 2  |
| ASEC Ndiambour       | 3 - 4    | Wydad AC              | 2 - 1 | 1 - 3  |
| Primeiro de Agosto   | 2 - 4    | RC Bafoussam          | 2 - 2 | 0 - 2  |
| Sahel SC             | 0 - 2    | Asante Kotoko FC      | 0 - 0 | 0 - 2  |
| Sunrise Flacq United | 3 - 0    | Al Hilal Port-Soudan  | 2 - 0 | 1 - 0  |
| TP USCA Bangui       | 3 - 5    | Stationery Stores     | 1 - 3 | 2 - 2  |

## Deuxième tour
| Équipe 1         | Résultat | Équipe 2             | Aller | Retour |
| ---------------- | -------- | -------------------- | ----- | ------ |
| AS Sotema        | 2 - 8    | Villa SC             | 0 - 2 | 2 - 6  |
| AS Sogara        | 3 - 2    | Club africain        | 1 - 0 | 2 - 2  |
| ASEC Mimosas     | 3 - 1    | CD Costa do Sol      | 2 - 0 | 1 - 1  |
| Asante Kotoko FC | 3 - 1    | KAC Marrakech        | 3 - 0 | 0 - 1  |
| Kaizer Chiefs FC | 2 - 2E   | Zamalek SC           | 2 - 1 | 0 - 1  |
| Nkana FC         | E1 - 1   | Sunrise Flacq United | 0 - 0 | 1 - 1  |
| RC Bafoussam     | 1 - 2    | MC Oran              | 1 - 0 | 0 - 2  |
| Wydad AC         | 4 - 5    | Stationery Stores    | 3 - 1 | 1 - 4  |

## Quarts de finale
| Équipe 1         | Résultat | Équipe 2          | Aller | Retour |
| ---------------- | -------- | ----------------- | ----- | ------ |
| AS Sogara        | 3 - 3E   | Stationery Stores | 3 - 2 | 0 - 1  |
| forfait Villa SC | -        | ASEC Mimosas      | 1 - 1 | -      |
| Nkana FC         | 1 - 3    | Asante Kotoko FC  | 1 - 0 | 0 - 3  |
| Zamalek SC       | 5 - 1    | MC Oran           | 4 - 0 | 1 - 1  |

## Demi-finales
| Équipe 1     | Résultat | Équipe 2          | Aller | Retour |
| ------------ | -------- | ----------------- | ----- | ------ |
| ASEC Mimosas | 3 - 3E   | Asante Kotoko FC  | 3 - 1 | 0 - 2  |
| Zamalek SC   | 3 - 2    | Stationery Stores | 3 - 1 | 0 - 1  |

## Finale
| Aller            | Asante Kotoko FC | 0 - 0 | Zamalek SC | Kumasi Sports Stadium, Kumasi |
| 28 novembre 1993 |                  |       |            |                               |

| Retour                                                                                                | Zamalek SC        | 0 - 0                                                                          | Asante Kotoko FC | Stade international, Le Caire |
| 10 décembre 1993                                                                                      |                   |                                                                                |                  |                               |
| El-Ghandour · Nassar · Abdel-Latif · Amunike · Ibrahim · El-Sheshini · Youssef · Mansour · A. Youssef | Tirs au but 7 - 6 | Réussi · Réussi · Manqué · Réussi · Réussi · Réussi · Manqué · Réussi · Manqué |                  |                               |

## Vainqueur
| Coupe des clubs champions africains Vainqueur 1993 |
| -------------------------------------------------- |
| Zamalek SC Troisième titre                         |